# Neuwerk (Warmensteinach)
Neuwerk (früher auch Michaelshammer genannt) ist ein Gemeindeteil der Gemeinde Warmensteinach im Landkreis Bayreuth (Oberfranken, Bayern). Neuwerk liegt in der Gemarkung Warmensteinach.

## Geografie
Die Einöde liegt im tief eingeschnittenen Tal der Warmen Steinach und ist allseits vom Sophienthaler Forst umgeben. Es münden dort der Tiefenbachgraben als rechter und das Felchrangenbächlein als linker Zufluss in die Warme Steinach. Die Staatsstraße 2181 führt die Warme Steinach entlang nach Brunnenhaus (0,3 km nördlich) bzw. nach Sophienthal (2,2 km südlich).

## Geschichte
Von 1797 bis 1810 unterstand der Ort dem Justiz- und Kammeramt Neustadt am Kulm. Mit dem Gemeindeedikt wurde Neuwerk dem 1812 gebildeten Steuerdistrikt Warmensteinach und der zugleich gebildeten Ruralgemeinde Warmensteinach zugewiesen. 1805 gab es dort ein Drahtwerk, 1847 wird dieses in eine Spiegelglasschleiferei umgebaut, später wurde Holzwolle produziert.

### Baudenkmäler
- Neuwerkbrücke

### Einwohnerentwicklung
| Jahr      | 001818 | 001861 | 001871 | 001885 | 001900 | 001925 | 001950 | 001961 | 001970 | 001987 |
| Einwohner | *      | 17     | 18     | 23     | 17     | 15     | 5      | 8      | 5      | 2      |
| Häuser    | *      |        |        | 2      | 1      | 2      | 1      | 2      |        | 2      |
| Quelle    | [ 2 ]  | [ 9 ]  | [ 10 ] | [ 11 ] | [ 12 ] | [ 13 ] | [ 14 ] | [ 15 ] | [ 16 ] | [ 1 ]  |

## Religion
Neuwerk ist evangelisch-lutherisch geprägt und war ursprünglich nach St. Michael (Weidenberg) gepfarrt. Seit Mitte des 20. Jahrhunderts ist die Pfarrei Zur Heiligen Dreifaltigkeit (Warmensteinach) zuständig.